# カーブレ・パランチョーク郡
カーブレ・パランチョーク郡(カーブレ・パランチョークぐん、ネパール語：काभ्रेपलाञ्चोक जिल्ला)は、ネパール東部のバグマティ州の郡。
郡都はドゥリケル。
2021年国勢調査の人口は36万6879人。
面積は1396km2。